# 李鹏飞 (元朝)
李鹏飞，元朝池州（今安徽省池州市）人。
李鹏飞生母姚氏，不被嫡母所容，改嫁为朱氏为妻。李鹏飞年幼，在李家不知母亲的情况。十九岁时，思慕哀痛，立誓学医救人，愿早见母。找了三年，至蕲州罗田县找到了。当时朱家有疫情，李鹏飞把母亲迎还奉养。之后，姚氏又回到朱家，李鹏飞时常渡江探母。母亲去世，他每年携子孙去祭墓，终其一生。应有司所请，朝廷旌表其家门。